# تدريب بدني

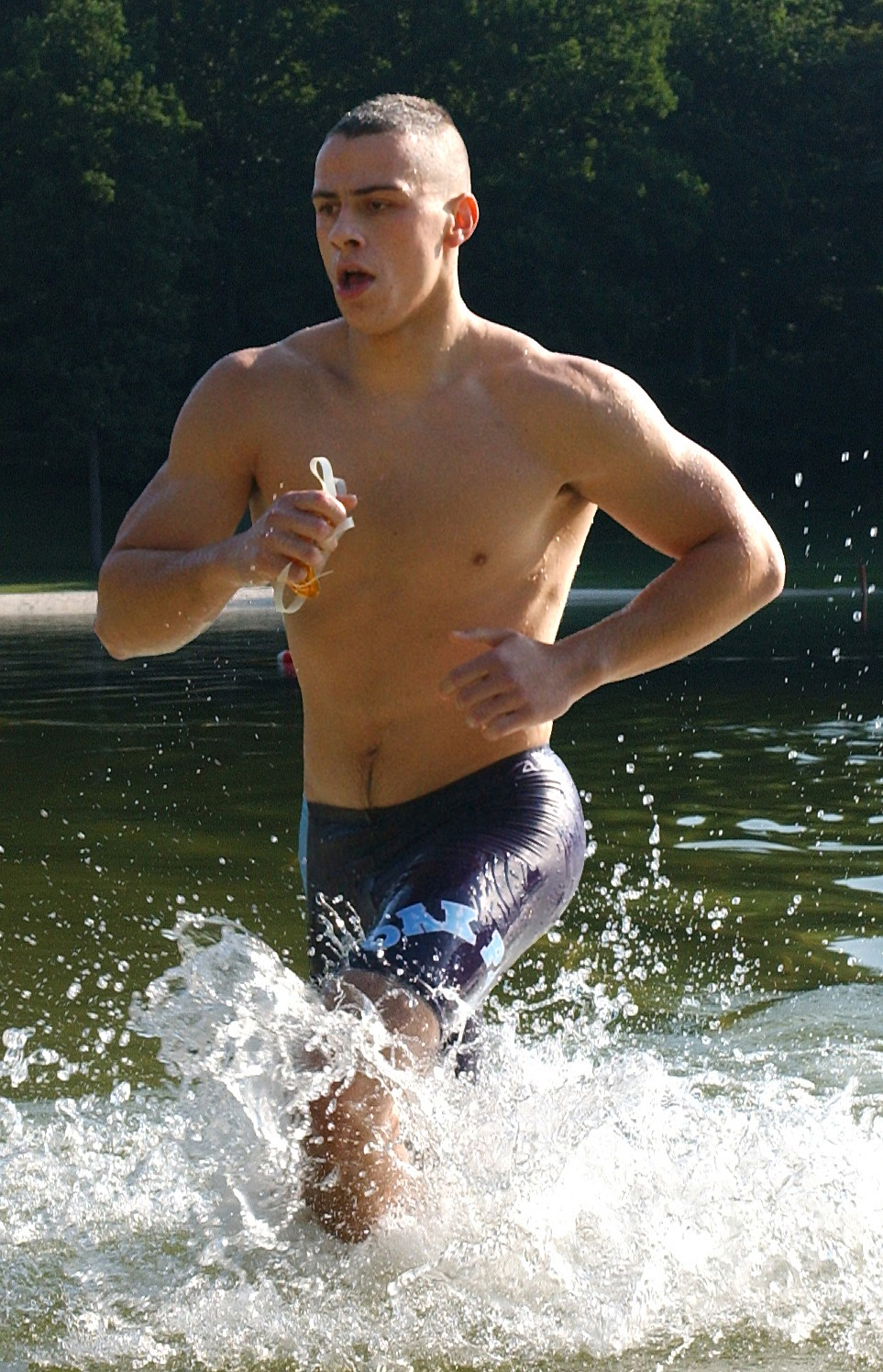
رجل يمارس تمرين الجري على الماء.

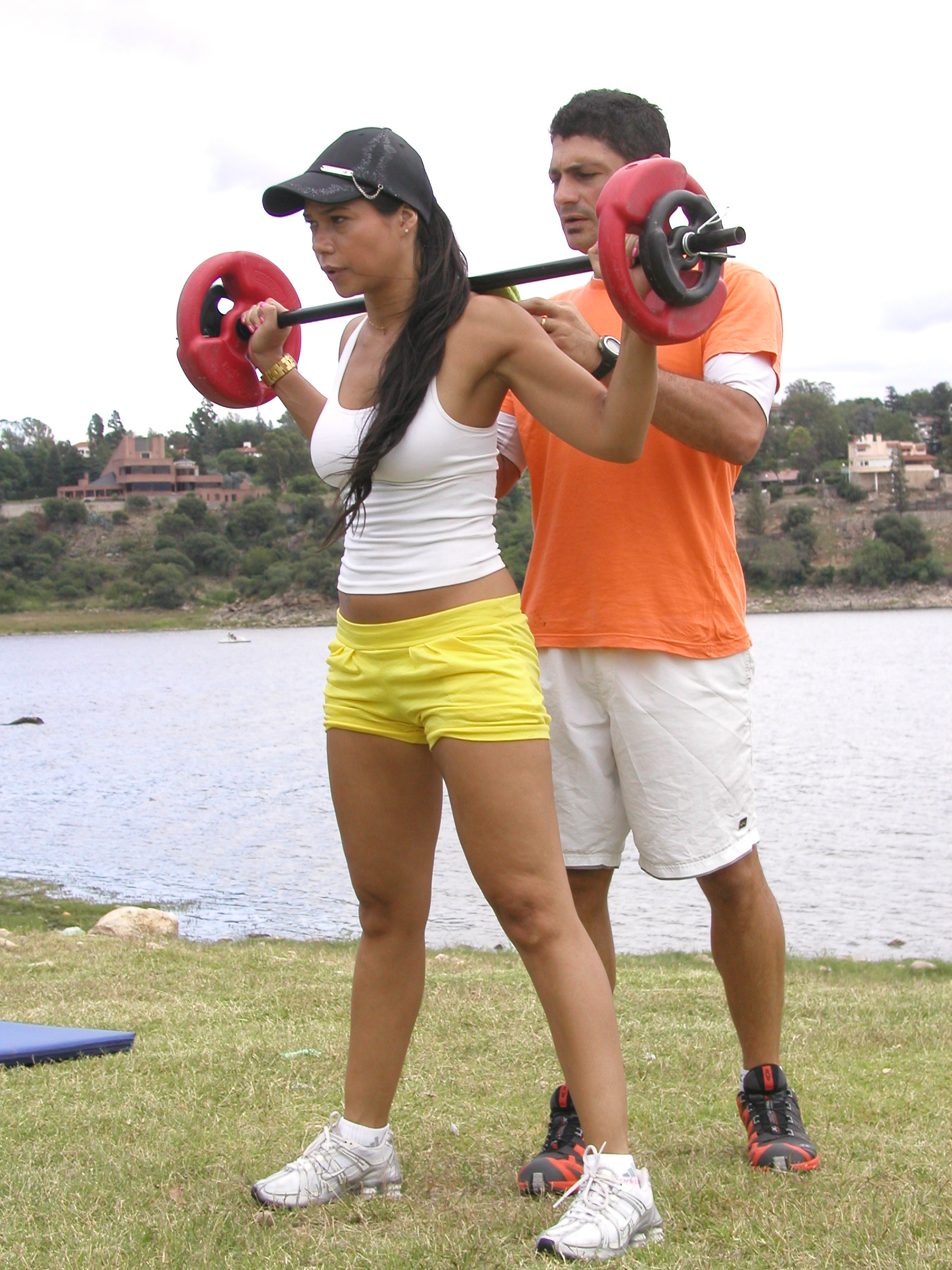
امرأة تمارس تمارين رفع الثقال.

التمارين الرياضية أي نشاط بدني يقوم به الفرد للمحافظة على لياقة وصحة جسده بشكل عام. ولممارسة الرياضة العديد من الأسباب الداعية لها، منها: تقوية عضلات القلب والأوعية الدموية، وتعزيز اللياقة البدنية، وفقدان الوزن والمحافظة عليه، أو لمجرد الاستمتاع فقط. وممارسة الرياضة بانتظام يساعد على تحسين وظائف الجهاز المناعي والوقاية من الأمراض الناتجة عن قلة الحركة; كأمراض القلب والأوعية الدموية والسمنة المفرطة ومرض السكري النمط الثاني. بالإضافة إلى دورها الفعال في الوقاية من الاكتئاب والإجهاد البدني وتعزيز الثقة بالنفس وتحسين الصحة النفسية والمظهر الخارجي للجسم. حيث اثبت الدراسات أن ممارسة الرياضة مرتبط بشكل وثيق بمستوى الثقة بالنفس العالي. ومن ناحية أخرى، أصبحت بدانة الأطفال مصدر قلق عالمي متزايد، وممارسة الأنشطة البدنية قد يحد من الآثار المترتبة على بدانة الأطفال والبالغين على حد سواء. فهناك توصية في الولايات الأمريكية المتحدة تنص على مشروعية ممارسة الرياضة خلال ساعات العمل من ساعتين إلى أربع ساعات متضمنة المشي والوقوف.

## أنواع الرياضة

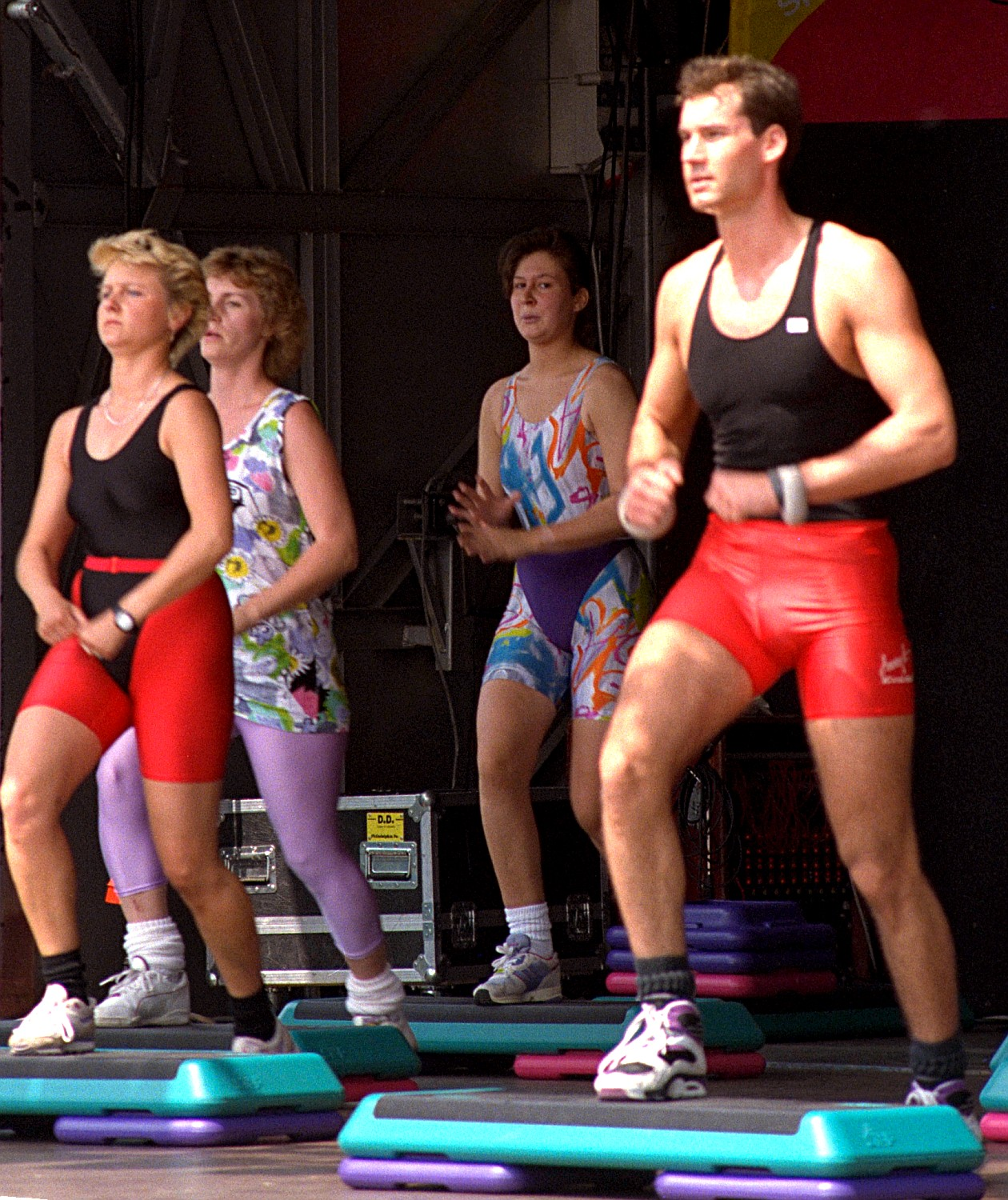
عرض عام للتمارين الهوائية.

تم تصنيف التمارين الرياضية إلى ثلاث أقسام رئيسية، بناءاً على تأثيرها على الجسم:
1- التمارين الهوائية وتشمل جميع الأنشطة البدنية التي تركز على استخدام أكبر عدد من عضلات الجسم والتي تزيد من استخدام الجسم للأكسجين بمعدل أعلى من الطبيعي. والهدف من هذا النوع من الرياضة هو زيادة تحمل القلب والأوعية الدموية. من الأمثلة على التمارين الهوائية: ركوب الدراجة، السباحة، الهرولة، قفز الحواجز، التجديف، المشي لمسافات طويلة، لعب التنس، وممارسة الرياضة لفترة زمنية محددة ومتواصلة بدون استراحة.
2- التمارين اللاهوائية وتسمى أيضاً بتمارين الإطالة والمقاومة، هذا النوع من التمارين يساعد على تشكيل وتقوية عضلات الجسم بالإضافة إلى تحسين قوة العظام وتوازن الجسم وتناسق الأعضاء. من الأمثلة على التمارين اللا هوائية: تمارين الضغط والدفع والتدريبات الرياضية باستخدام الأوزان.
3- تمارين المرونة والتي تعتمد على إطالة وإراحة العضلات. وهذا النوع من التمارين يساعد على تحسين مرونة العضلات والتقليل من إمكانية حدوث الإصابات.
أيضا، ممارسة الرياضة البدنية يمكن أن يتضمن التمارين التي تركز على الدقة وخفة الحركة والقوة والسرعة.

## تأثير الرياضة على صحة الجسد
تعتبر ممارسة الأنشطة الرياضية من الأمور المهمة للحفاظ على اللياقة البدنية، ويمكن أن تساهم بشكل إيجابي في الحفاظ على الوزن الصحي، وبناء والحفاظ على كثافة العظام، وتقوية العضلات والمفاصل، والحد من مخاطر العمليات الجراحية، وتعزيز جهاز المناعة حيث أشارت بعض الدراسات إلى أن التمارين الرياضية قد تزيد من متوسط العمر المتوقع وتحسن نوعية الحياة.
وفقا لمنظمة الصحة العالمية، قلة النشاط البدني تساهم في حوالي 17٪ من أمراض القلب والسكري، و12٪ من السقوط لدى كبار السن، و10٪ من سرطان الثدي والقولون.
لا يستفيد الجميع بنفس القدر من ممارسة الرياضة. فهناك فرق شاسع بين استجابة الأفراد للتدريبات الرياضية: فالتمارين الهوائية قد تزيد من قدرة البعض على التحمل، وتزيد من امتصاص الأوكسجين لدى البعض الآخر، ويمكن ان لا يكون لها أي تأثير. ومع ذلك، تضخم العضلات من تدريبات المقاومة يعتمد في المقام الأول على النظام الغذائي والتستوستيرون. وهذا الاختلاف الجيني في الاستجابة للتمارين الرياضية هو أحد الفروق الفسيولوجية الرئيسية بين نخبة الرياضيين وأكثر الناس. وقد أظهرت الدراسات أن ممارسة الرياضة في منتصف العمر يحسن القدرة البدنية مع تقدم العمر.

### الجهاز القلبي الوعائي
تم توثيق الأثر الإيجابي لممارسة الرياضة على نظام القلب والأوعية الدموية في الكثير من الدراسات السابقة. فهناك علاقة مباشرة بين قلة النشاط البدني ووفيات القلب والأوعية الدموية، ويعتبر قلة النشاط البدني هو أحد العوامل الرئيسية لتطور مرض الشريان التاجي.
أوضحت دراسة أجريت على عدد من الأطفال أن ممارستهم للرياضة أدت لفقدانهم دهون الجسم الضارة وزادت من كفاءة الجهاز القلبي الوعائي. وتوجد رابطة وثيقة بين التمارين الرياضية التي تساعد على حرق 700-2000 سعرة حرارية خلال الأسبوع وجميع اسباب الوفيات الناتجة عن امراض القلب والأوعية الدموية في مرحلة الشباب والشيخوخة. فممارسة التمارين الرياضية بشكل منتظم وبذل الجهد المناسب تبعا للعمر، يقي ويقلل من الإصابة بأمراض القلب والأوعية الدموية.

### الجهاز المناعي
هناك المئات من الدراسات التي تتحدث عن العلاقة بين ممارسة الرياضة والجهاز المناعي، ولا يوجد دليل صريح على ارتباطها بالمرض. حيث أثبتت الدراسات ان الممارسة المعتدلة للرياضة لها تأثير إيجابي ومفيد على جهاز المناعة، وعلى العكس فأن ممارسة رياضة ذات كثافة عالية لمدة طويلة تزيد من مخاطر الإصابة بالعدوى المرضية.

### مرض السرطان
بناءا على نتيجة استعراض منهجي لتقييم ه4 بحث علمي قام بدراسة الصلة بين النشاط البدني ومرض السرطان، فقد وجدت ادلة ثابتة من 27 دراسة على ارتباط النشاط البدني بانخفاض وفيات واسباب مرض السرطان بشكل عام، وسرطان الثدي والقولون بشكل خاص.

### التأثيرات الجينية
ترتبط ممارسة الرياضة البدنية مع انخفاض نشاط اثنين من الجينات المحاربة لظهور الأورام وهما: (سي آي سي إن آي تو دي ثري) و (آل ثري إم بي تي آل). وقد أثبتت الدراسات أن لهذه الجينات علاقة وثيقة بسرطان المعدة والثدي وأورام الدماغ الخبيثة.

### وظائف الدماغ
للأنشطة البدنية تأثير إيجابي على العديد من الأمراض العصبية والعضلية. بحيث تشير الدلائل إلى أن التمارين الرياضية تقلل من خطر الإصابة بالخرف وسجل كيرفيلي المختص بدراسة أمراض القلب بعد متابعته لنمط حياة 2,375 رجل لأكثر من 30 عاما أن الرجال الذين مارسوا الرياضة بانتظام انخفض معدل اصابتهم بالخرف بنسبة 59٪ مقارنه بالرجال الذين لم يمارسوا الرياضة. كما تعمل التمارين الرياضية كالمضاد لتلف الدماغ الناتج عن إدمان الكحول.
الأمثلة التالية توضح اهمية ممارسة الرياضة بانتظام للدماغ:
▪	زيادة تدفق الدم والأكسجين إلى الدماغ.
▪	تحفيز عوامل النمو التي تساعد على تكوين الخلايا العصبية وتعزيز تكيفية البلاستيكية وتحسين الذاكرة القصيرة وطويلة الأمد.
▪	زيادة افراز المواد الكيميائية في الدماغ التي تساعد على الإدراك، مثل الدوبامين، الغلوتامات، والسيروتونين.

### الإكتئاب
لممارسة الرياضة وخاصة التمارين الهوائية أثر على تخفيف حدة الاكتئاب ويمكن أن تحل محل مضادات الإكتاب لأثرها الإيجابي على المدى القصير والبعيد. فالتمارين الهوائية ومضادات الاكتئاب تعطي نفس النتيجة من زيادة إنتاج التراكيب الحيوية لـ: نوروشيميكالس وبي إندورفين والفينيثيلامين.

### النوم
اقترح بحث علمي منشور في عام 2012 أن ممارسة الرياضة تحسن من النوم لدى معظم الناس، وتساعد على التخلص من اضطرابات النوم كالأرق. والوقت الأمثل للممارسة هو 4-8 ساعات قبل النوم، وعلى الرغم من أن ممارسة الرياضة في أي وقت من النهار مفيدة، فأنها قد تكون سبب للإضطرابات النوم إذا أديت بشكل قوي قبل النوم بوقت قصير. على أي حال، هناك أدلة غير كافية لاستخلاص استنتاجات مفصلة حول العلاقة بين ممارسة الرياضة والنوم.
وحسب دراسة نشرت عام 2005، فأن ممارسة الرياضة تعتبر بديل للمنومات المستخدمة لعلاج الأرق. فالمنومات ذات تكلفة عالية والشعور بالرضى بعد استخدامها يكون قصير جدا، وقد يكون لها اثار جانبية خطيرة على المدى البعيد. وبينما ممارسة الرياضة تعتبر صحية وآمنة وغير مكلفة لتحسين النوم.

## الإفراط في ممارسة التمارين الرياضية
تؤدي المبالغة بالرياضة إلى إضعاف النظام المناعي للجسم وإلى تحميل المفاصل والعظام والغضاريف أكثر من طاقتها. ولما كان المدمن يميل عادة إلى التقليل من شأن هذه الإصابات الطفيفة فأنه يهدد بتحويلها إلى حالات مرضية مزمنة. وتشير بعض الدراسات إلى أن الإفراط بالرياضة ينشط عملية الاستقلاب بشكل يصعب السيطرة عليه ويخل ذلك أيضاً بالتوازن الهرموني في الجسم. والملحوظ أيضاً، وكما في التوقف عن إدمان الكحول أو المخدرات، فإن التوقف عن هوس الرياضة يعرض الإنسان إلى مختلف الأعراض مثل الصداع وآلام المعدة والمخاوف والاكتئاب.

## آلية التغيرات
أثبتت الدراسات أن فوائد ممارسة الرياضة تظهر من خلال دور الهيكل العظمى والعضلات كجهاز للغدد الصماء. وهذا بدوره يبني العضلات المتعاقدة المعروفة باسم ميكينس، والتي تعزز نمو الأنسجة الجديدة، وإصلاح الأنسجة المتعددة الوظائف المضادة للالتهابات، وبالنتيجة يقل خطر الإصابة بالأمراض والالتهابات المختلفة.
ممارسة الرياضة تقلل من مستويات هرمون الكورتيزول، والذي يتسبب بالعديد من المشاكل الصحية: البدنية والعقلية على حد سواء. وممارسة تمارين التحمل قبل تناول الوجبات يخفض من نسبة السكر بالدم أكثر من القيام بنفس التمارين بعد تناول وجبات الطعام. وهناك دراسة أثبتت أن التمارين القوية تزيد من نبضات القلب بشكل أكبر من التمارين المتوسطة الشدة، ولكن من غير المعروف ما إذا كان لها أي تأثير على معدلات الإصابات أو الوفيات بشكل عام.
التمارين الهوائية واللاهوائية، الهدف منهما كلاهما هو زيادة كفاءة ميكانيكية للقلب عن طريق زيادة حجم القلب (التمارين الهوائية)، أو سمك عضلة القلب (تدريبات القوة). تضخم البطين وزيادة سماكة جدرانه، مفيدة وصحية إذا كانت نتيجة لممارسة التمارين الرياضية.

## تدابير الصحة العامة
هناك العديد من الحملات وعلى نطاق المجتمع التي تهدف لرفع مستوى النشاط البدني لدى الأفراد. غير أن كوشرين لم تعثر على أدلة مؤيدة في عام 2015م، فقد كان هناك شح في الإثباتات.

## الأسلوب البيئي يبدو واعداً
العلامات التي تشجع على استخدام السلالم، فضلاً عن حملات المجتمع التي قد تزيد من مستويات ممارسة الأنشطة البدنية. فالمدينة بوغوتا في كولومبيا، على سبيل المثال تغلق 113 كم (70 ميل) من الطرق في أيام الأحد والعطلات ليسهل على مواطنيها ممارسة الرياضة. وجود مناطق للمشاة، تأتي في إطار محاولة لمكافحة الأمراض المزمنة، بما في ذلك السمنة.
تم الاستناد على مراجعات كوكرين لتحديد أكثر الاستراتيجيات فعالية للصحة العامة.

## الصيحات الرياضية
هناك تحول كبير في جميع أنحاء العالم نحو الأعمال التي تتطلب جهداً بدنياً أقل وقد تزامن ذلك مع زيادة استخدام وسائل النقل الحديثة انتشار ثقافة العمل من المنزل التي تعتمد على التقنية ووسائل الترفيه التي لا تتطلب حركة. تغيير نمط الحياة الشخصية ولكن هذا لا يعني عدم إمكانية إدراج ممارسة الرياضة إليه. فقد نشر بحث في عام 2015م يشير إلى أن دمج النشاط الذهني مع النشاط البدني يعزز الالتزام والكفاءة الذاتية لدى الشخص، كما له آثار إيجابية أيضاً على الجوانب النفسية والفسيولوجية.

## مبادئ الأكل الصحي
اتباع نظام غذائي متكامل ومتوازن، أمر مهم للصحة كالممارسة التمارين الرياضية. وعند ممارسة التمارين الرياضية، تزداد الأهمية لضمان حصول الجسم على ما يكفيه من العناصر الغذائية الأساسية، وذلك لمساعدة الجسم في مرحلة النقاهة بعد ممارسة تمارين الرياضية.

## تاريخ التمارين الرياضية
فوائد ممارسة الرياضة معروفة منذ القدم. حيث أثبت ماركو ستيتو، قبل حوالي 65 سنة قبل الميلاد أن «ممارسة الرياضة ترفع الروح المعنوية، وتحافظ على حيوية العقل». وفي مطلع القرن العشرين، بدأت عدة حركات تدعو لممارسة الرياضة وتهدف لنشر فوائدها. وكانت أكثر هذه الحركات شهرة هي «الرابطة النسائية للصحة والجمال» والتي تأسست في المملكة المتحدة على يد ماري بغت المكدس عام 1930م وبلغ عدد الأعضاء 166.000 في عام 1937م.
ومع ذلك، فإن العلاقة بين الصحة البدنية وممارسة الرياضة اكتشف في عام 1949م فقط، وأثبتت في عام 1953م من قبل الدكتور جيري موريس وفريقه. حيث لاحظ الدكتور موريس أن الرجال الذين ينحدرون من نفس الطبقة الاجتماعية (سائقين الحافلات وقاطعين التذاكر داخل الحافلة) نسبة إصابتهم بأمراض القلب تتفاوت بشكل ملحوظ بسبب نوع النشاط الذي يقومون به، فسائقين الحافلات يمتلكون وظيفة ثانوية وترتفع بينهم معدلات الإصابة بأمراض القلب، بينما تقل هذا الأمراض بين قاطعين التذاكر نظراً لطبيعة عملهم التي تجبرهم على الحركة باستمرار. لم تكن ملاحظة هذه الرابطة من قبل ولكنها أثبتت بواسطة العديد من الباحثين لاحقاً.

## الرياضة والكائنات الأخرى
لقد أثبتت فائدة ممارسة الأنشطة البدنية لمجموعة واسعة من الثدييات الأخرى، بالإضافة إلى التماسيح، وسمك السلمون، وبعض أنواع الطيور. وعلى النقيض من ذلك، فقد أثبتت العديد من الدراسات أنه لم يمكن هناك أي فائد من ممارسة الرياضة على السحالي، وأطلق على هذه الحالة بالمرونة الغير أيضية.
باختصار، العديد من الدراسات التي أجريت على للقوارض والبشر أثبتت أن الفروق الفردية في القدرة والميل لممارسة الرياضة (أي ممارسة طوعية) تعود لأسباب وراثية.

## اقرأ أيضا
- تدريب الفترة
- عتبة اللاكتات
- لاكتات

- إتاحة الطاقة في جسم الإنسان
- تمارين التحمل